# 伊万·雷夏克·鲁德尼茨基
伊万·雷夏克·鲁德尼茨基（烏克蘭語：Іван Лисяк Рудницький， 1919年10月27日—1984年4月25日），乌克兰社会思想史学家、政治学家，他的作品对乌克兰的历史和政治思想产生重要影响。他的母亲为乌克兰教育家米连娜·鲁德尼茨卡。